# Drujka
Drujka (vitryska: Друйка) är ett vattendrag i Belarus.   Det ligger i voblasten Vitsebsks voblast, i den norra delen av landet, 210 km norr om huvudstaden Minsk.
Omgivningarna runt Drujka är en mosaik av jordbruksmark och naturlig växtlighet. Runt Drujka är det glesbefolkat, med 16 invånare per kvadratkilometer.